# Sacca Sessola
Die künstliche Insel Sacca Sessola (auch Isola delle Rose) liegt südlich der Stadt Venedig in der Lagune auf dem Codas di Reziol – einem Arm des Rezzo-Kanals. Die Insel ist 520 Meter lang und bis zu 360 Meter breit, bei einer Fläche von 16 Hektar. Sie erreicht eine Höhe von vier Metern.
Der Name Sacca verweist darauf, dass es sich um eine künstliche Insel handelt. Da die Insel geformt ist wie ein typisch venezianisches Werkzeug namens „Sessola“, mit dem man Wasser aus einem Boot schöpft, heißt die Insel ursprünglich Sacca Sessola.
Nach der Volkszählung von 2001 wurden keine permanenten Bewohner nachgewiesen.

## Geschichte
Die Insel wurde 1860–1870 künstlich bei dem Bau der „Stazione Marittima“ durch aus den Grabungen und Kanalvertiefungen gewonnenem Material geschaffen. Die Insel diente zur Lagerung von Brennstoffen, bevor sie landwirtschaftlich mit Gemüse- und Weingärten genutzt wurde. 1892 wurde die Fläche konvertiert, um sie für ein Krankenhaus für ansteckende Krankheiten zu verwenden. Einige Gebäude wurden dafür restauriert.
Während der Cholera-Epidemie im Jahre 1911 war auf der Insel ein Krankenhaus für Cholerapatienten eingerichtet. 1914 wurde das Krankenhaus „San Marco“ für die Behandlung von Tuberkulosepatienten eingeweiht. Während des Ersten Weltkrieges blieb das Krankenhaus geschlossen, wurde aber 1920 wieder eröffnet. Ein Jahr später erbaute man die Kirche im neoromanischen Stil.
1931 begannen die Arbeiten für den Bau eines neuen Gebäudes. Fünf Jahre später wurden die Fachkliniken „Achille De Giovanni“ eröffnet und von König Vittorio Emanuele III. eingeweiht. Später wurde das Krankenhaus mit seinem mediterranem Klima zu einem der angesehensten in Europa. 440 Patienten konnten aufgenommen werden. Zum Areal gehörten Pavillons, ein Park, Heizkraftwerk, Läden, Werkstätten, ein Freizeitclub mit Kino und ein Wasserturm, der noch immer das markante Wahrzeichen der Insel ist. 1980 wurde das Krankenhaus endgültig geschlossen.
Nachdem 1981 die Insel an die Gemeinde zurück übertragen wurde, nutzte in den 1990er Jahren das UNESCO-Internationales Zentrum für Meereswissenschaften und Technologie die Insel.
Im Jahr 2000 verkaufte man die Insel an ein multinationales Unternehmen mit dem Ziel, das Areal in eine Hotelanlage umzuwandeln. Im März 2015 wurde schließlich das Luxushotel JW Marriott Venice Resort & Spa eröffnet.